# چوپرنه
چوپرنه (به بلغاری: Chuprene) یک منطقهٔ مسکونی در بلغارستان است که در استان ویدین واقع شده‌است.
 چوپرنه  ۵۸۵ نفر جمعیت دارد و ۵۵۶ متر بالاتر از سطح دریا واقع شده‌است.